# 費利克斯·曼蒂利亞
費利克斯·曼蒂利亞（Félix Mantilla Botella，1974年9月23日—）是一位西班牙職業網球運動員，1993年轉職業，2008年宣布退役。
他的生涯單打最高排名為10位（1998年6月8日）。

## 外部連結
- 費利克斯·曼蒂利亞（英文/西班牙文）的官方資料
- 費利克斯·曼蒂利亞的國際網球總會 職業／青少年 官方資料（英文）
- 費利克斯·曼蒂利亞的官方資料（英文）